# Drepanonema suillum
Drepanonema suillum är en rundmaskart som först beskrevs av Allgen 1932.  Drepanonema suillum ingår i släktet Drepanonema och familjen Draconematidae. Inga underarter finns listade i Catalogue of Life.